# Amphicytostroma tiliae
Amphicytostroma tiliae är en svampart som först beskrevs av Pier Andrea Saccardo, och fick sitt nu gällande namn av Franz Petrak 1921. Amphicytostroma tiliae ingår i släktet Amphicytostroma och familjen Gnomoniaceae.   Inga underarter finns listade i Catalogue of Life.